# كيم جيونغ سن
كيم جيونغ سن (هانغل: 김정신) مواليد 1919، هو لاعب كرة سلة كوري جنوبي. مثّل منتخب بلاده. شارك في دورة الألعاب الأولمبية الصيفية سنة 1948.

## روابط خارجية
- كيم جيونغ سن على موقع الاتحاد الدولي لكرة السلة (الإنجليزية)
- كيم جيونغ سن على موقع سبورتس رفرنس (الإنجليزية)
- كيم جيونغ سن على موقع أوليمبيديا (الإنجليزية)